# Sulcophanaeus noctis
Sulcophanaeus noctis là một loài bọ cánh cứng trong họ Bọ hung (Scarabaeidae).